# Каквото стори дядо – все е хубаво...
„Каквото стори дядо – все е хубаво...“ е български телевизионен филм (приказка) от 1979 година по сценарий на Константин Цановски. Режисьор е Абдул Муаин ел Суд, а оператор Георги Атанасов. Музиката е на композитора Стефан Димитров. Художник на филма е Борислав Златанов.

## Актьорски състав
- Антон Радичев – дядото
- Нина Петкова – бабата
- Гено Бочуков
- Лъчезар Стоянов
- Борис Петров
- Ивайло Калоянчев
- Стоян Сърданов
- Юри Савчев
- Пейо Станков
- Венелин Кьосев
- Коста Димитров